# Moctezuma de Orizaba
A Moctezuma de Orizaba egy megszűnt mexikói labdarúgócsapat, amelynek otthona a Veracruz államban található Orizaba volt. Története során 7 szezon idejéig az első osztályú bajnokságban is szerepelt, legjobb eredménye két bronzérem, illetve 1947-ben egy kupagyőzelem.

## Története
Az 1932-ben alapított Moctezuma 1938-ban megnyerte a veracruzi bajnokságot, majd 1940-ben az országos amatőr bajnoksághoz csatlakozott. Amikor 1943-ban elindult az országos professzionális bajnokság, annak tíz alapító csapata között szerepelt. Az első két szezonban bronzérmet szerzett, de utána csak gyengébb eredményeket ért el, igaz, a kupát 1947-ben megnyerte. Az 1950-es szezon végén (az Asturiasszal és az Españával együtt) a szövetséggel való ellentétek miatt visszavonult a bajnokságtól, majd meg is szűnt.

## Bajnoki eredményei
A csapat első osztályú szereplése során az alábbi eredményeket érte el:
| Év        | Helyezés |
| --------- | -------- |
| 1943–1944 | 3. hely  |
| 1944–1945 | 3. hely  |
| 1945–1946 | 6. hely  |
| 1946–1947 | 7. hely  |
| 1947–1948 | 12. hely |
| 1948–1949 | 8. hely  |
| 1949–1950 | 13. hely |